# Variabele halmklimmer
De variabele halmklimmer (Ophonus melletii) is een keversoort uit de familie van de loopkevers (Carabidae). De wetenschappelijke naam van de soort werd in 1837 gepubliceerd door Oswald Heer.